# ضريح الحافظ السلفي
ضريح الحافظ السلفى هو أحد الأضرحة التي انشئت في عصر الدولة الايوبية بالإسكندرية، في مصر، دُفن به أبو طاهر السلفي وسلفة كلمة فارسية مكونة من مقطعين (سه) بمعنى ثلاثة (لفة) بمعنى شفاه أي ثلاث شفاه.

## روابط خارجية
- آثار القاهرة الإسلامية نسخة محفوظة 31 مايو 2014 على موقع واي باك مشين.